# Pedro Torres Ortiz
Pedro Torres Ortiz (1887 - 1977) fue un revolucionario y político mexicano, miembro sucesivamente del Partido Nacional Revolucionario, el Partido de la Revolución Mexicana, y el PRI, que fue gobernador interino (1931) y constitucional (1939-1943) de Colima.

## Biografía
Nació en Villa de Álvarez, Colima, el 13 de mayo de 1887. Sus padres fueron Carmen Ortiz Preciado, originaria de Autlán, Jalisco,  y Jesús Torres González, nacido en Tonila, Jalisco. Ingresó a la Escuela Primaria Libertad, de régimen lancasteriano. Después estudió contabilidad privada, y a sus 18 años, en 1905, ya era auxiliar de oficina en la Estación del Ferrocarril de Colima.
Desde 1910, participó en la Revolución mexicana, en el bando maderista.    
En 1939 ganó las elecciones a la gubernatura de Colima, al derrotar a los candidatos Juan Bueno Larios y Jorge Huarte Osorio, del Partido Revolucionario Colimense y el  Partido Renovador Colimense, respectivamente, cuando obtuvo 10,199 votos; mientras que Juan Bueno Larios, 1,213, y Jorge Huarte Osorio, 272. Ante el sentir de la juventud de Colima, el gobernador, coronel Pedro Torres Ortiz, encargó el proyecto de lo que sería la Universidad de Colima al entonces director general de Educación Pública, teniente coronel y profesor Rubén Vizcarra. Su administración buscó el mejoramiento de la ganadería; inició las reparaciones del Palacio de Gobierno; embelleció parques y jardines. Construyó escuelas, fundó una Banda Estatal de Música Infantil y estimuló la apertura de tierras y cultivos agrícolas en Tecomán. Tuvo una fuerte oposición política encabezada por el senador Miguel G. Santa Ana.
Murió en la ciudad de Colima, el 28 de septiembre de 1977, a los 90 años de edad.